# しぶんぎ座流星群
しぶんぎ座流星群（しぶんぎざりゅうせいぐん、英: Quadrantids、IMO 略符:QUA、IAU 番号:  10）は、うしかい座とりゅう座の境界付近を放射点として出現する流星群である。かつて、この流星群の放射点の近くにフランスの天文学者ラランドが壁面四分儀座という星座を設定していたため、「四分儀座流星群」と呼ばれていた。壁面四分儀座は1922年に国際天文学連合が現行の88星座を定めた際に採用されなかったため、別名のりゅう座ι流星群 (りゅうざイオタりゅうせいぐん、英: Iota Draconids) がこの流星群の正式な名称となったが、流星観測者は依然として「四分儀座流星群」を慣例的に使い続けてきた。2009年8月の国際天文学連合総会において流星群の正式名称が決定され、この流星群は慣例を引き継ぐかたちで Quadrantids が正式な名称となった。これに伴って、日本の国立天文台も「しぶんぎ座流星群」を正式な和名として決定した。
出現期間は毎年1月1日頃から1月7日頃。日本では1月4日の明け方近くに最も多く見られることが多い。ピークの前後1時間から4時間程度の短時間しか激しい活動が続かないため、ピークが昼間に当たった年はあまり多くの流星を見ることができない。
極大時の1時間あたりの平均出現数は50個とされる。ペルセウス座流星群、ふたご座流星群と並び、年間三大流星群の1つに数えられる。
放射点が北天にあるため、この流星群の観測は事実上北半球に限られる。またヨーロッパの冬の晴天率が低いのに対し、日本の太平洋側はこの頃天候に恵まれ、日本での観測に適した流星群である。

## 活動性
かつて、日本で西暦を4で割って2余る年には盛んな出現が見られるという規則性が有ったが、これに該当しない1975年と1987年にも日本で大勢の観測者によって盛んな出現が観測されている。逆に、この規則に該当する1998年・2002年には大出現が見られなかったとする観測もある。大出現の年に関する規則性は必ずしも明確でない可能性が強い。2006年1月3日晩から1月4日明け方は日本でこの規則性を確認する久々の絶好のチャンスであったが、国立天文台の集計等によると、期待されたほどの大出現にはならなかったようである。また日本時間の6時すぎに、やや鋭いピークがあったようだ。
また、出現数のピークの周期が恒星年に正確に同期しておらず、30年以上にわたって365.25日のユリウス年に同期しているように見えるという報告もある。事実2005年の日本での出現は、1974年と異なり貧弱だった。原因は木星の摂動によるのではないかとする指摘もある。

## 母天体
母天体（母彗星）は不明とされてきた。マックホルツ第一周期彗星 (96P) や C/1490 Y1、太陽系小天体 2003 EH1、ヘール・ボップ彗星などが候補として挙げられている。このうち 2003 EH1 は、公転周期5.53年の、軌道傾斜が大きい点を除けば、短周期彗星の軌道に似た軌道の小天体である。1975年と1987年のしぶんぎ群の大出現が、この小天体の降交点通過の約半年前と、その12年後、すなわち2公転後の降交点通過の約4か月後に当たり母天体の回帰による大出現ともとれることから、母天体の候補の中でもやや注目される。なおこの小惑星は、1972年に木星に大接近して軌道が変化している。が、2003 EH1 は、1960年から1984年にかけて、木星に相次いで比較的接近する時代があり、いったん地球軌道との交わりが悪くなった後で少し交差が良くなった。母天体から放出されてその時点で80年以下のその近くに居た流星物質のダストトレイルが、木星に接近する時代が1984年で終わり、その後今世紀の中ごろまで無いと推定される事と、1998年以降のしぶんぎ群の活動性の低下について、何か関係があるのではないかと、現在日本の理論家の間で関連が注目されている。